# Campionato europeo dei piccoli stati maschile di pallavolo 2007
Il campionato europeo dei piccoli stati maschile di pallavolo 2007 si è svolto dal 4 al 6 maggio 2007 a Limassol, a Cipro: al torneo hanno partecipato quattro squadre nazionali europee di stati con meno di un milione di abitanti e la vittoria finale è andata per la quarta volta consecutiva a Cipro.

## Qualificazioni
Al torneo hanno partecipato: la nazionale del paese ospitante e tre nazionali provenienti dai gironi di qualificazione.

## Impianti
|                                                             |  |  |
|                                                             |  |  |
| Apollon Hall Città: Limassol Capienza: - Anno d'apertura: - |  |  |

## Regolamento
Le squadre hanno disputato un'unica fase con formula del girone all'italiana.

## Squadre partecipanti
| Squadra     | Qualificazione                            | Ultima partecipazione |
| ----------- | ----------------------------------------- | --------------------- |
| Andorra     | 2ª al torneo di qualificazione (girone A) | Lussemburgo 2004      |
| Cipro       | Paese organizzatore                       | Lussemburgo 2004      |
| Fær Øer     | 2ª al torneo di qualificazione (girone B) | Lussemburgo 2004      |
| Lussemburgo | 1ª al torneo di qualificazione (girone B) | Lussemburgo 2004      |

## Torneo

### Risultati
| 4 maggio 2007 Apollon Hall, Limassol Durata: 1h:19 - Spettatori: 100 | Lussemburgo | 0 - 3 | Andorra     | 22-25, 21-25, 16-25        |
| 4 maggio 2007 Apollon Hall, Limassol Durata: 1h:05 - Spettatori: 200 | Fær Øer     | 0 - 3 | Cipro       | 17-25, 13-25, 8-25         |
| 5 maggio 2007 Apollon Hall, Limassol Durata: 1h:27 - Spettatori: 100 | Fær Øer     | 0 - 3 | Lussemburgo | 26-28, 23-25, 23-25        |
| 5 maggio 2007 Apollon Hall, Limassol Durata: 1h:14 - Spettatori: 300 | Cipro       | 3 - 0 | Andorra     | 25-12, 25-22, 25-15        |
| 6 maggio 2007 Apollon Hall, Limassol Durata: 1h:48 - Spettatori: 100 | Andorra     | 1 - 3 | Fær Øer     | 27-29, 19-25, 25-15, 21-25 |
| 6 maggio 2007 Apollon Hall, Limassol Durata: 1h:15 - Spettatori: 200 | Lussemburgo | 0 - 3 | Cipro       | 21-25, 18-25, 18-25        |

### Classifica
| Pos | Squadra     | Pt | G | V | P | SV | SP | Ratio | PF  | PS  | Ratio |
| --- | ----------- | -- | - | - | - | -- | -- | ----- | --- | --- | ----- |
| 1   | Cipro       | 6  | 3 | 3 | 0 | 9  | 0  | MAX   | 225 | 144 | 1.562 |
| 2   | Andorra     | 4  | 3 | 1 | 2 | 4  | 6  | 0.667 | 216 | 228 | 0.947 |
| 3   | Lussemburgo | 4  | 3 | 1 | 2 | 3  | 6  | 0.500 | 194 | 222 | 0.874 |
| 4   | Fær Øer     | 4  | 3 | 1 | 2 | 3  | 7  | 0.429 | 204 | 245 | 0.833 |

## Podio

### Campione
Formazione: 1 Dimitris Apostolou, 2 Marios Chrysostomou, 3 Panagiotis Eracleous, 4 Vladimir Knezević, 5 Nikos Kola, 6 Stylianos Masias, 7 Stelios Michael, 8 Dimitris Pampakas, 9 Achilleas Petrakidis, 10 Georgios Platritis, 11 Savvas Savva, 12 Ioannis Siapanis, CT: Antonis Papadopoulos

### Secondo posto
Formazione: 1 Javier Borrego, 2 Marti Castella, 3 Jérome Chouvin, 4 Javier Docampo, 5 Xavier Folguera, 6 Erik Olivera, 7 Alfons Parat, 8 Alex Pau, 9 Daniel Pérez, 10 Cristian Salvador, CT: Salvador Folguera

### Terzo posto
Formazione: 1 Ben Angelsberg, 2 Philippe Augustin, 3 Pol Christophory, 4 Philippe Husi, 5 Raoul Jungers, 6 Andy König, 7 Ralf Lentz, 8 Jan Lux, 9 Laurent Schoder, 10 Pascal Schweitzer, 11 Massimo Tarantini, 12 Carel Zuidberg, CT: Burkhard Disch

## Classifica finale
| Pos | Squadra     |
| --- | ----------- |
|     | Cipro       |
|     | Andorra     |
|     | Lussemburgo |
| 4   | Fær Øer     |